# Äschen
Die Äschen (Thymallus – bezugnehmend auf den charakteristischen, thymianartigen Geruch) sind die einzige Gattung der Unterfamilie Thymallinae innerhalb der Lachsfische. Ihr Verbreitungsgebiet erstreckt sich über Europa, Sibirien, die Mongolei und Nordamerika. Die Süßwasserbewohner sind in kalten Seen und Flüssen zu Hause. Sie ernähren sich überwiegend von benthischen Wirbellosen, Insektenlarven und Anflugnahrung, insbesondere ältere Exemplare erbeuten auch kleine Fische.

## Merkmale
Der spindelförmige Körper der Äschen ist mäßig gestreckt und seitlich leicht abgeflacht. Der verhältnismäßig kleine Kopf trägt eine kleine und meist leicht unterständige Mundspalte, die höchstens bis unter den Augenvorderrand reicht. Auffällig sind die nach vorn spitz zulaufenden Pupillen, die den Überlappungswinkel der beiden Gesichtsfelder und damit den Bereich des Binokularsehens vergrößern. Augenfälligstes und mit zunehmendem Alter stärker hervortretendes Merkmal ist die große, fahnenartige Rückenflosse. Wie fast alle Forellenfische tragen auch die Vertreter dieser Gattung eine Fettflosse. Die homocerke Schwanzflosse ist tief gegabelt, die Brustflossen setzen unmittelbar hinter dem Kiemendeckelrand an. Die Bauchflossen stehen im hinteren Rumpfbereich, ihr Ansatz ist hinter dem der Rückenflosse. Im Unterschied zu den anderen Mitgliedern ihrer Familie sind die den gesamten Rumpf und den Schwanzstiel bedeckenden Cycloidschuppen der Äschen verhältnismäßig groß.

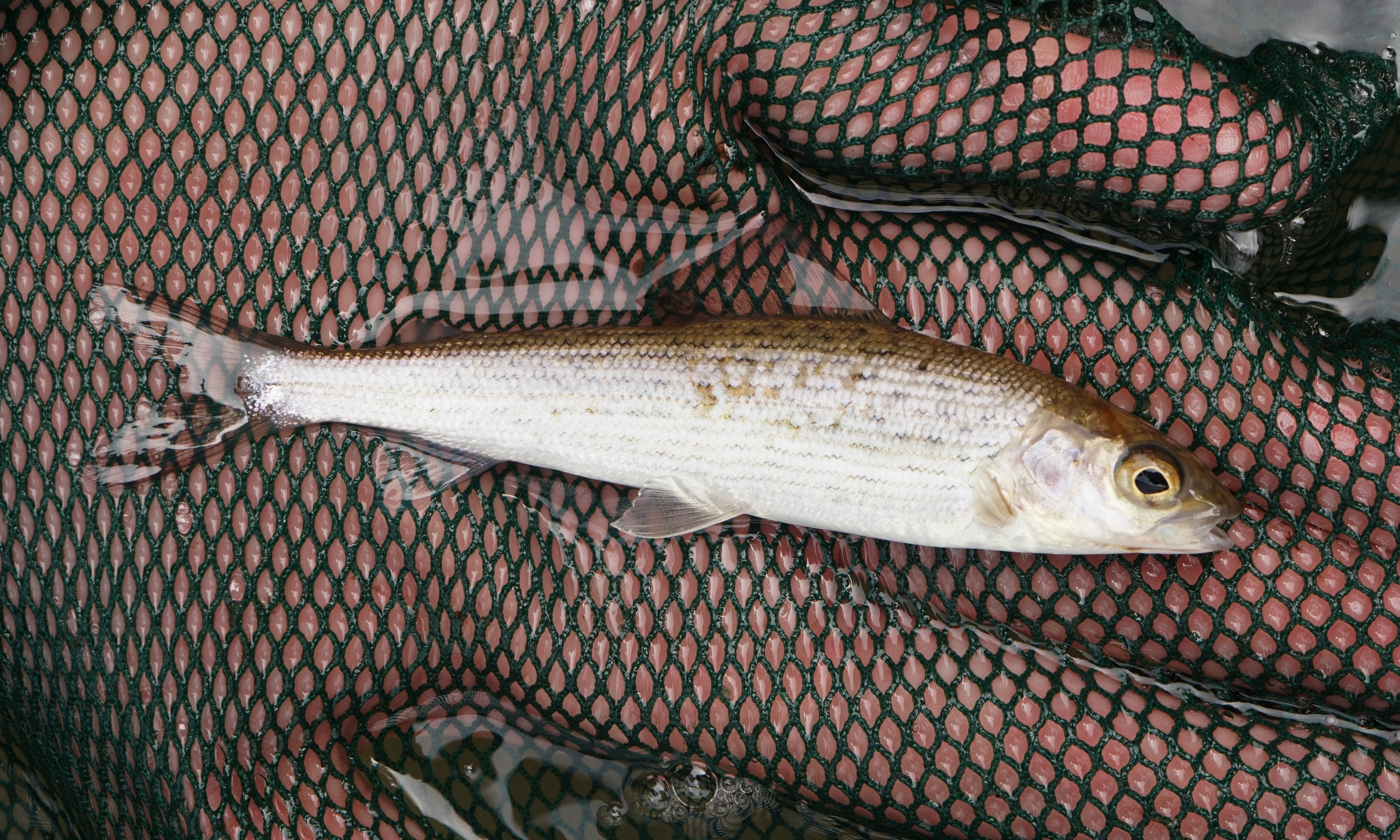
Kleine Äschen sind weniger prächtig gefärbt als Alttiere

## Systematik
Die Systematik der Äschen ist nicht vollständig geklärt und war in der Vergangenheit häufigen Änderungen unterworfen. FishBase benennt 14 Arten:
- Arktische Äsche (Thymallus arcticus (Pallas, 1776))
- Thymallus baicalensis Dybowski, 1874
- Thymallus brevipinnis Svetovidov, 1931
- Thymallus brevirostris Kessler, 1879
- Thymallus burejensis Antonov, 2004
- Thymallus flavomaculatus Knizhin, Antonov & Weiss, 2006
- Thymallus grubii Dybowski, 1869
- Thymallus ligericus Persat et al., 2019[2]
- Thymallus mertensii Valenciennes, 1848
- Thymallus nigrescens Dorogostaisky, 1923
- Thymallus pallasii Valenciennes, 1848
- Thymallus svetovidovi Knizhin & Weiss, 2009
- Europäische Äsche (Thymallus thymallus (Linnaeus, 1758))
- Thymallus tugarinae Knizhin, Antonov, Safronov & Weiss, 2007
- Thymallus yaluensis Mori, 1928